# Акт о половых преступлениях (1967)
Акт о половых преступлениях (англ. Sexual Offences Act 1967) был принят парламентом Великобритании в 1967 году. Документ регламентирует половые преступления, связанные с гомосексуальными контактами между мужчинами или, в терминологии закона, — с содомией (англ. buggery) и «грубой непристойностью» (англ. gross indecency). Основным значением закона стала декриминализация добровольных однополых сексуальных контактов между мужчинами старше 21 года в условиях частной жизни.
Положения акта касались лишь Англии и Уэльса. Акт не распространялся на Шотландию, Северную Ирландию, Нормандские острова и остров Мэн, а также на торговый флот и вооружённые силы. В Шотландии гомосексуальность была декриминализована в 1980 году (Criminal Justice (Scotland) Act 1980), а в Северной Ирландии — в 1982 году (Homosexual Offences (Northern Ireland) Order 1982).
Декриминализация гомосексуальных отношений не означала их легализации. Акт оставил общий запрет на гомосексуальные отношения, а также по нему могли осудить тех, кто занимался сексом в общественных местах (туалеты, парки, номера гостиниц и отелей).

## Содержание акта
Закон содержит следующие разделы:
1. Изменения в законодательстве, связанные с гомосексуальным поведением в частной жизни
2. Гомосексуальные действия на торговых судах
3. Пересмотрение наказаний за гомосексуальные контакты
4. Вовлечение в гомосексуальные контакты
5. Мужская гомосексуальная проституция
6. Использование помещений в целях гомосексуальных практик
7. Ограничения, связанные с давностью событий
8. Другие ограничения при уголовном преследовании
9. Выбор наказания при определённых видах преступлений
10. Давние правонарушения
11. Оговорки и замечания

Согласно статьям 1-2 раздела 1 акта, полностью декриминализировались добровольные гомосексуальные контакты между мужчинами старше 21 года, совершённые в частной жизни. При этом принцип «частной жизни» нарушался, если гомосексуальный контакт происходил в общественном месте (например, в туалете) или при присутствии третьих лиц, а также в случае, если сексуальный контакт происходил между более чем двумя мужчинами. Доказательство того, что гомосексуальный акт происходит с нарушением принципа «частной жизни» возлагалось на обвинителя (статья 6 раздела 1).

## Последующие изменения
В последующие годы в закон вносились некоторые поправки. В 1994 году возраст согласия для гомосексуальных контактов был снижен с 21 года до 18 лет, в соответствии с актом Criminal Justice and Public Order Act 1994. В 2000 году возраст согласия как для гетеросексуальных, так и для гомосексуальных контактов был снижен до 16 лет, в соответствии с актом Sexual Offences (Amendment) Act 2000.
В 2003 году был принят новый Акт о половых преступлениях (2003), в соответствии с которым из английского законодательства были полностью убраны понятия «содомии» (англ. buggery) и «грубой непристойности» (англ. gross indecency), а также декриминализировались сексуальные контакты между более чем двумя мужчинами одновременно.